# Приднепрянское (Кременчугский район)
Приднепрянское (укр. Придніпрянське, до 2016 г. — Дзержинское) — село, Потоковский сельский совет, Кременчугский район, Полтавская область, Украина.
Код КОАТУУ — 5322484402. Население по переписи 2017 года составляло 388 человек.

## Географическое положение

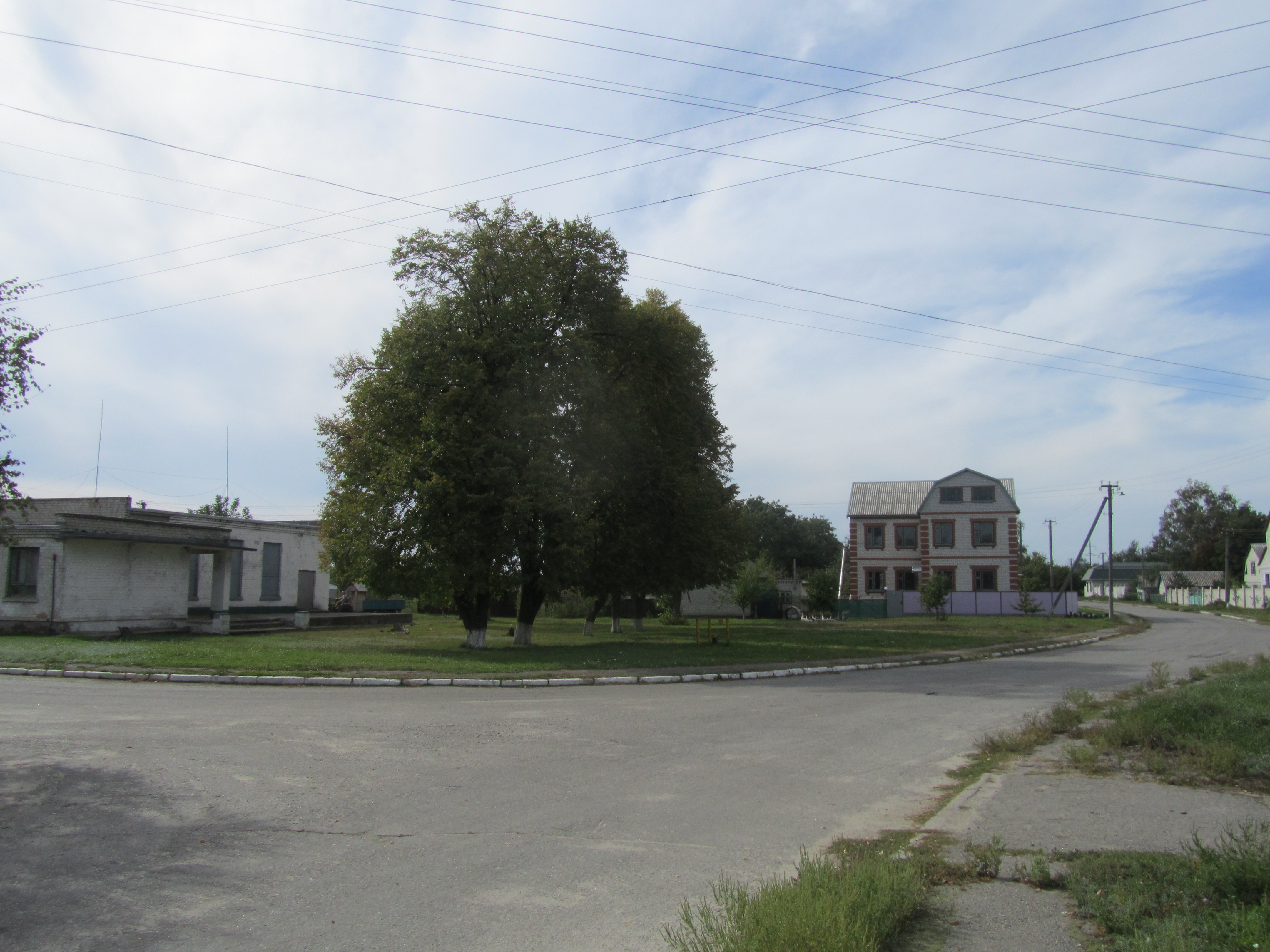
На улице села

Село Приднепрянское находится в месте впадения реки Псёл в реку Днепр, выше по течению реки Псёл на расстоянии в 2 км расположено село Потоки, выше по течению реки Днепр на расстоянии в 2 км расположено село Малая Кохновка. Вокруг села несколько отстойников и прудов рыбохозяйств.

## История
В 1911 году на хуторе Батраки жило 50 человек.

## Экономика
- Дзержинское государственное нерестовое рыбное хозяйство.